# 柏木るざりん
柏木 るざりん（かしわぎ るざりん）は、日本の音楽制作者。 同人サークル「電開製作所」所属。
代表作に作詞・作曲を手掛けた「巫女みこナース・愛のテーマ」がある。

## 人物
電波ソングを作成しているが、実は電波ソングを作るのはあまり得意ではなく、テレサ・テンを好む。

## 経歴
シャープのX68000を使用したことが切っ掛けでゲーム制作や作曲を行うようになり、パソコン通信に作曲した曲をアップロードしていた。その後、知り合ったファミベのよっしんという同人ゲーム製作家が1995年に作った『超連射X68K』（超連射68k）の音楽を担当し、同人音楽活動を始める。
『ONE 〜輝く季節へ〜』を出した直後のTacticsに就職したものの、当時同社は折戸伸治・麻枝准ら主要人員が抜けた後で、柏木は音楽制作だけでなく脚本から企画からすべてこなすことになる。音楽制作も担当していた柏木は会社の業務で本格的な機材を備えたスタジオを使用し、その設備に刺激され「会社を辞めて音楽をやります」と同人音楽活動に専念。
2002年に活動を再開すると、翌年に制作した「巫女みこナース・愛のテーマ」が2ちゃんねるを中心に大流行する。
2004年にDevice Highと協業した際にRitaと知り合いライブに出演するようになる。2005年には以前から知り合いだった榎津まおと15-102（イチゴトーフ）を結成し活動した。
2024年に合同会社あにめ東京が制作中のアニメ「新・やらないか」のテーマソング「Kuso♂Miso☆カーニバル」の作詞・作曲を担当。

## 主な作品
- 『巫女みこナース・愛のテーマ』作詞・作曲[4]、歌：Chu☆（笹島かほる[2]）
- 『えとたま キャラクターソングミニアルバム③ 「最強プロデュース！めざせ干支ップ☆アイドル」』トラック2 がんばれ♥ ウサ☆ウサPPプロデュース！ 作詞・作曲・編曲[5]
- 『まいづる肉じゃがフィーバー』作詞・作曲・編曲 - 舞鶴市肉じゃがPR曲[6]
- 『Kuso♂Miso☆カーニバル』作詞・作曲、歌 : 海斗[3] - アニメ『新・やらないか』主題歌